# Pilha AAA

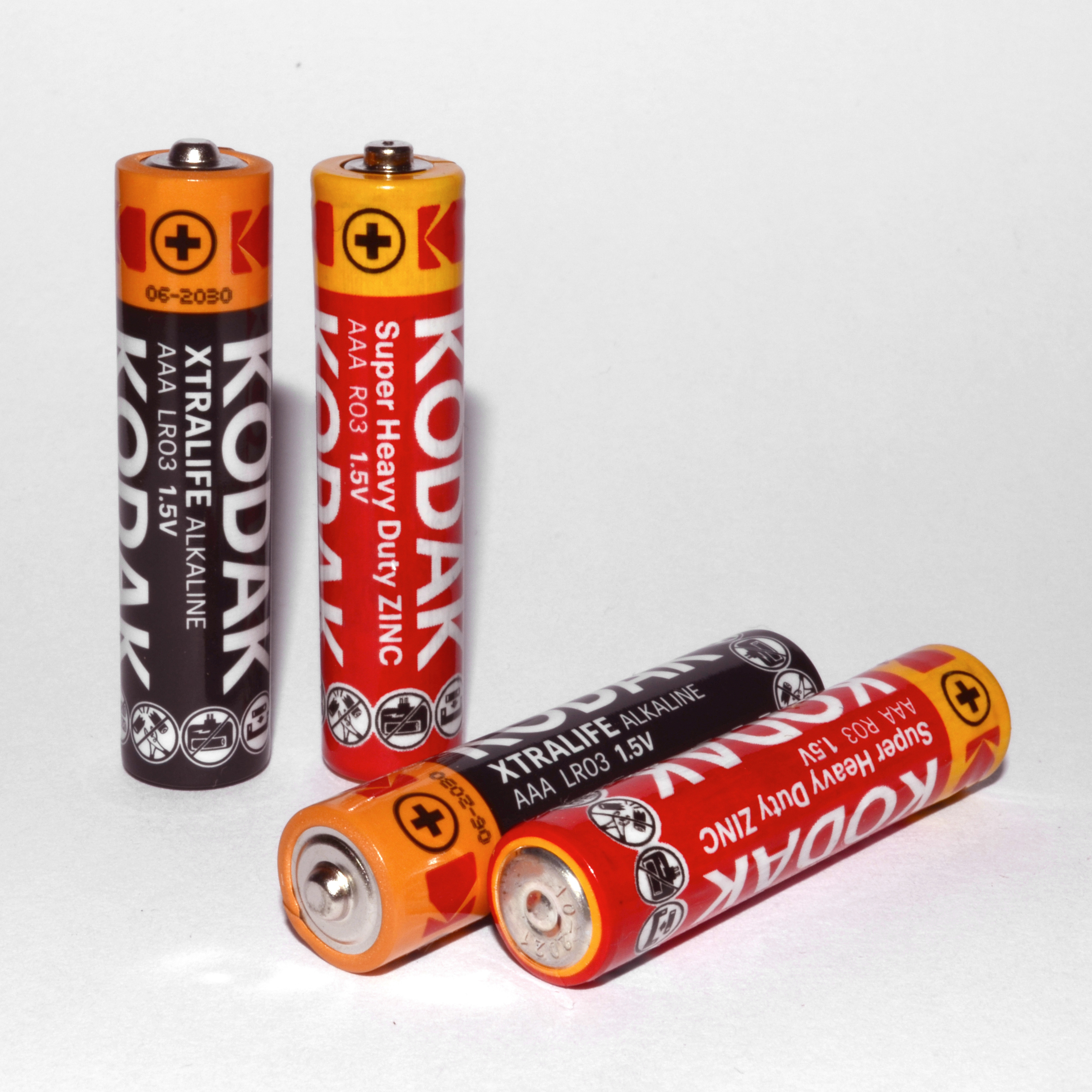
Pilhas AAA.

Uma Pilha AAA ou Pilha 3 As é um padrão de pilha seca usado geralmente por dispositivos que consomem baixa energia. Também adota a nomenclatura "R03" pela Comissão Eletrotécnica Internacional e 18.1 pela ANSI, em alguns países pode ter nomes diferentes, no Brasil são apelidadas de "pilha palito".
Essas pilhas possuem 44,5 mm de comprimento e 10,5 mm de diâmetro, inclui uma ponta terminal positiva com 0,8 mm de comprimento e 3,8 mm de diâmetro, o lado negativo é sem saliência e possui 4,3 mm de diâmetro. As de lítio pesam 7,6g, as alcalinas pesam 11,5g e as de níquel-hidreto metálico (recarregáveis) pesam entre 14 e 15 g.
|                   | Zinco-carbono | Alcalina      | Li-FeS2   | NiCd        | NiMH          |
| ----------------- | ------------- | ------------- | --------- | ----------- | ------------- |
| Nome (IEC)        | R03           | LR03          | FR03      | KR03        | HR03          |
| Nome (ANSI)       | 24D           | 24A           | 24LF      |             |               |
| Capacidade típica | 540 mAh       | 860–1,200 mAh | 1,200 mAh | 300–500 mAh | 600–1,250 mAh |
| Voltagem nominal  | 1.50 V        | 1.50 V        | 1.50 V    | 1.25 V      | 1.25 V        |
| Recarregável      | Não           | Algumas       | Não       | Sim         | Sim           |